# Anders Lindberg
Lars Anders Lindberg, född 10 januari 1972 i Vasa församling i Göteborg, är en svensk socialdemokratisk ledarskribent, politisk tjänsteman och tidigare kommunpolitiker. Han är sedan 2010 skribent på Aftonbladets ledarsida och sedan 2018 tidningens politiska chefredaktör.

## Biografi
Anders Lindberg växte upp i Högsbohöjd i västra Göteborg. I ungdomsåren blev han engagerad i Socialdemokratiska ungdomsförbundet (SSU), där han var ledamot i förbundsstyrelsen 1997–1999 från Göteborgs SSU-distrikt och ordförande i Internationella utskottet. Lindberg var också ordförande för Göteborgs socialdemokratiska högskoleförening (GSHF) 1995–1997 och satt i förbundsstyrelsen för Socialdemokratiska studentförbundet (S-studenter) 1996–1997. 
År 1998 valdes Lindberg in i styrelsen för Europeiska unga socialdemokraters gemenskapsorganisation (ECOSY), som representant för SSU. År 2001 valdes han till vice ordförande och på ECOSY:s kongress 2003 som hölls på Bommersvik valdes han, som förste svensk, till dess ordförande. Lindberg efterträddes 2005 av Giacomo Filibeck från Italien.
Lindberg har även arbetat i flera olika roller för Socialdemokraterna. Innan han började på Aftonbladets ledarsida var Lindberg chef för omvärldsbevakning på Socialdemokraternas partikansli under riksdagsvalet 2010. Bland annat har han arbetat som politiskt sakkunnig på Utrikesdepartementet för utrikesminister Laila Freivalds. Han har också arbetat för Socialdemokratiska riksdagsgruppen, bland annat som politisk sekreterare till riksdagsgruppens ordförande. Han har också i Haninge kommun varit ledamot av kommunfullmäktige, kommunstyrelsen och suttit som andre vice ordförande i kultur- och fritidsnämnden.
Anders Lindberg har en juristexamen från Göteborgs universitet samt en filosofie magisterexamen i idéhistoria från Göteborgs och Stockholms universitet. Han har också genomgått en journalistutbildning vid Poppius journalistskola i Stockholm.
Han är gift med den socialdemokratiska politikern Åsa Westlund.[när?]